# Mayumi Roller
Mayumi "Mimi" Roller (nacida el 11 de marzo de 1991) es una actriz de las Islas Vírgenes de los Estados Unidos.
También representó a las Islas Vírgenes Estadounidenses en los Juegos Olímpicos de Verano 2012 en Londres, Inglaterra, en la clase Laser Radial femenina.
Entre muchas otras regatas, Mayumi también compitió en la Semana de Kiel de 2014 junto a la regatista Kayla McComb-Raab como Team MK Sailing en la clase de barco 49erFX.

## Vida y carrera
Mayumi creció en una granja orgánica (Coral Bay Organic Gardens - Josephine's Greens) en la isla de St. John, donde su hermano mayor, Hugo Roller, la inspiró para comenzar a navegar.
Mayumi asistió a St. Mary’s College of Maryland, donde fue atleta All-American de la NCAA y contribuyó a numerosos podios en varios Campeonatos Nacionales durante su tiempo en St. Mary's.
Su carrera actoral comenzó en el 2017 cuando actuó en un comercial de Travel Channel seguido de una serie de comerciales para el Departamento de Turismo de las Islas Vírgenes de Estados Unidos. Desde entonces, ha actuado en varios comerciales, películas y programas de televisión, entre los que destaca The Resident, protagonizada por Matt Czuchry, Emily VanCamp, Manish Dayal, Bruce Greenwood y Malcolm-Jamal Warner. También interpreta a la esposa de Cole Hauser, Deelie Boyd, en la película de suspenso The Ritual Killer, protagonizada por Morgan Freeman.

## Filmografía
| Año                       | Título                | Papel         | Notas         |
| ------------------------- | --------------------- | ------------- | ------------- |
| 2018                      | Lost Time             | Heather       |               |
| 2018                      | The Resident          | Adele         |               |
| 2019                      | Practically Wicked    | Jude          |               |
| 2020                      | Stolen Lilies         | Gabriela      |               |
| 2020                      | If I Can't Have Her   | Stephanie     |               |
| 2020                      | Law of Attraction     | Erica         |               |
| 2022                      | Army Fatigue          | Lauren        |               |
| 2022                      | U·Run                 | Jody          |               |
| 2022                      | Dirty Sweet Valentine | Amelia        |               |
| 2023                      | The Ritual Killer     | Deelie Boyd   |               |
|                           | Places of Worship     | Mary          | Posproducción |
| Crocodylus: Mating Season | Wanda                 | Posproducción |               |
| Morrow Road               | Ivy Lozon             | En producción |               |